# Drew LeBlanc
Drew LeBlanc, född 29 juni 1989, är en amerikansk professionell ishockeyspelare som spelar för Chicago Blackhawks i NHL.
Han blev aldrig draftad av något lag.